# Callengeville
Callengeville és un municipi francès situat al departament del Sena Marítim i a la regió de Normandia. L'any 2007 tenia 472 habitants.

## Demografia

### Població
El 2007 la població de fet de Callengeville era de 472 persones. Hi havia 180 famílies de les quals 40 eren unipersonals (16 homes vivint sols i 24 dones vivint soles), 64 parelles sense fills, 68 parelles amb fills i 8 famílies monoparentals amb fills.
La població ha evolucionat segons el següent gràfic:
Habitants censats

### Habitatges
El 2007 hi havia 210 habitatges, 182 eren l'habitatge principal de la família, 18 eren segones residències i 10 estaven desocupats. 208 eren cases i 2 eren apartaments. Dels 182 habitatges principals, 137 estaven ocupats pels seus propietaris, 42 estaven llogats i ocupats pels llogaters i 3 estaven cedits a títol gratuït; 1 tenia una cambra, 4 en tenien dues, 17 en tenien tres, 46 en tenien quatre i 114 en tenien cinc o més. 157 habitatges disposaven pel capbaix d'una plaça de pàrquing. A 94 habitatges hi havia un automòbil i a 72 n'hi havia dos o més.

### Piràmide de població
La piràmide de població per edats i sexe el 2009 era:
| Homes | Edats   | Dones |
| ----- | ------- | ----- |
| 0     | 95 o +  | 0     |
| 1     | 90 a 94 | 1     |
| 1     | 85 a 89 | 2     |
| 2     | 80 a 84 | 2     |
| 10    | 75 a 79 | 11    |
| 12    | 70 a 74 | 9     |
| 8     | 65 a 69 | 11    |
| 7     | 60 a 64 | 8     |
| 15    | 55 a 59 | 15    |
| 12    | 50 a 54 | 14    |
| 14    | 45 a 49 | 11    |
| 12    | 40 a 44 | 14    |
| 18    | 35 a 39 | 13    |
| 17    | 30 a 34 | 14    |
| 19    | 25 a 29 | 17    |
| 12    | 20 a 24 | 13    |
| 12    | 15 a 19 | 20    |
| 18    | 10 a 14 | 16    |
| 23    | 5 a 9   | 17    |
| 16    | 0 a 4   | 18    |

## Economia
El 2007 la població en edat de treballar era de 287 persones, 205 eren actives i 82 eren inactives. De les 205 persones actives 185 estaven ocupades (104 homes i 81 dones) i 20 estaven aturades (9 homes i 11 dones). De les 82 persones inactives 28 estaven jubilades, 17 estaven estudiant i 37 estaven classificades com a «altres inactius».

### Ingressos
El 2009 a Callengeville hi havia 192 unitats fiscals que integraven 486 persones, la mediana anual d'ingressos fiscals per persona era de 15.794 €.

### Activitats econòmiques
Dels 15 establiments que hi havia el 2007, 3 eren d'empreses extractives, 4 d'empreses de construcció, 4 d'empreses de comerç i reparació d'automòbils, 1 d'una empresa d'hostatgeria i restauració, 1 d'una empresa financera, 1 d'una empresa de serveis i 1 d'una empresa classificada com a «altres activitats de serveis».
Dels 5 establiments de servei als particulars que hi havia el 2009, 1 era un paleta, 1 guixaire pintor, 1 lampisteria, 1 empresa de construcció i 1 restaurant.
L'any 2000 a Callengeville hi havia 27 explotacions agrícoles que ocupaven un total de 1.185 hectàrees.

## Equipaments sanitaris i escolars
El 2009 hi havia una escola elemental.

## Poblacions més properes
El següent diagrama mostra les poblacions més properes.